# جيمس فرنسيس كوكي
جيمس فرنسيس كوكي (بالإنجليزية: James Francis Cooke) هو معلم موسيقى أمريكي، ولد في 14 نوفمبر 1875 في باي سيتي في الولايات المتحدة، وتوفي في 3 مارس 1960 في Bala Cynwyd, Pennsylvania ‏ في الولايات المتحدة.